# MESP1
MESP1‏ (Mesoderm posterior bHLH transcription factor 1) هوَ بروتين يُشَفر بواسطة جين MESP1 في الإنسان.